# پاک یونگ-می
پاک یونگ-می (به کره‌ای: 박영미؛ زادهٔ ۸ فوریهٔ ۱۹۹۱) کشتی گیر زن کشور کره‌شمالی است.
از افتخارات وی می‌توان به کسب مدال طلا مسابقات قهرمانی کشتی جهان ۲۰۱۹ و مدال طلا بازی‌های آسیایی ۲۰۱۸ اشاره کرد.